# Luant
Luant é uma comuna francesa na região administrativa do Centro, no departamento Indre. Estende-se por uma área de 31,03 km². Em 2010 a comuna tinha 1 559 habitantes (densidade: 50,2 hab./km²).